# رامونگو- تانگوین
رامونگو- تانگوین شهری در شهرستان رامونگو در استان بولکیمده در بورکینافاسوی غربی مرکزی است جمعیت آن ۲۵۲۰ نفر است.